# Edna Loftus
Edna Loftus (c. 1891 – 15 de junio de 1916) fue una actriz británica que estuvo brevemente casada con el campeón de jockey Winnie O'Connor y adquirió notoriedad en Estados Unidos por casarse en 1910 con Harry A. Rheinstrom, heredero de una fortuna cervecera de Cincinnati, en contra de los deseos de su familia. Aunque se formó para el teatro musical al principio de su carrera en Londres, fue cantante de café y hostelera durante sus últimos años en California como medio para mantenerse durante la enfermedad de su segundo marido. Murió en la pobreza en San Francisco en 1916 de tuberculosis tras divorciarse de Rheinstrom en 1914.

## Carrera actoral
Edna Loftus nació en Londres y creció en Southwark. Apareció por primera vez en The Palace en febrero de 1906 en la reposición de la comedia musical The Catch of the Season y como asistente femenina en Madame Lingerie. Protagonizó la adaptación de 1906 de The New Aladdin en el papel de Madge Oliphant para el Gaiety Theater. Aunque no era su papel principal, la publicación teatral The Tatler la elogió por ser "una belleza", y sus fotografías aparecieron en muchos de los artículos publicitarios de New Aladdin. Siguió actuando en el New Aladdin durante la mayor parte de 1906, pero en diciembre protagonizó una producción de The Babes in the Wood en el Theatre Royal, Edinburgh, donde interpretó el papel de Molly, la hija del molinero. En julio de 1907 actuó en la revista Tu veux rire(You Want to Laugh) en el Ambassadeurs de París con Max Dearly y las bailarinas Gaby Deslys y Vera Barton.
Loftus se trasladó a Estados Unidos con su primer esposo en 1907 y viajó con la compañía de vodevil The Rain Dears en 1909. Aunque algunas fuentes identifican a Cissie Loftus como su hermana, no está emparentada con la actriz.

## Vida personal
Edna Loftus se casó dos veces, la primera con el jinete Winfield S. "Winnie" O'Connor (1881–1947) en 1907 y la segunda con el heredero de la fortuna cervecera estadounidense, Harry A. Rheinstrom (1884–1918), en 1910. La falta de pruebas de su divorcio de O'Connor se utilizó posteriormente como motivo de deportación de Estados Unidos en una disputa sobre inmigración en 1913.

### Matrimonio con Winnie O'Connor
Al parecer, Edna Loftus conoció al campeón de jockey estadounidense Winfield Scott "Winnie" O'Connor en el Chicago Bar de Eva Beaumont, en la calle Taitbout de París. Se casaron el 26 de junio de 1907 en Berlín y el cónsul estadounidense en Chantilly volvió a hacerlo el 22 de noviembre para incorporar las ceremonias católica romana y protestante, ya que eran de distintas confesiones religiosas. En el viaje de regreso a Nueva York, Loftus estuvo a punto de caer por la borda debido al fuerte viento que azotó el barco mientras caminaba por la cubierta. Loftus abandonó a O'Connor y su divorcio se consumó en septiembre de 1909 en Senlis.

### Matrimonio con Harry A. Rheinstrom

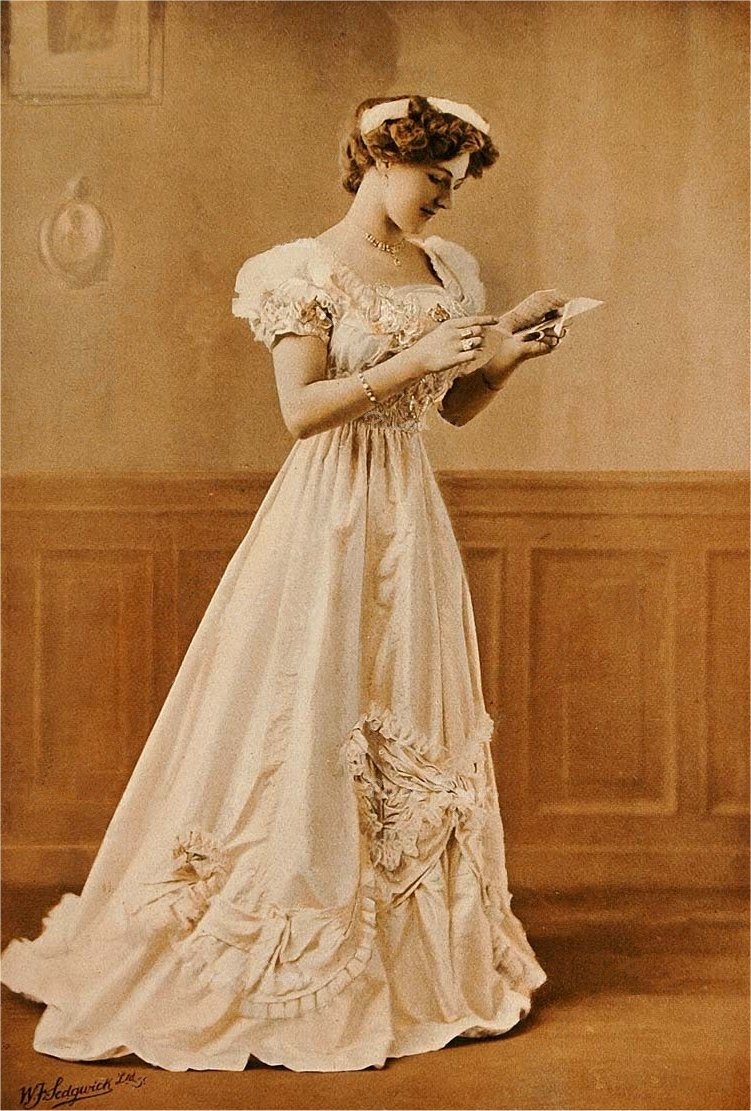
Edna Loftus fotografiada por Ellis y Walery, c. 1906

Edna Loftus permaneció en Estados Unidos tras finalizar su divorcio de O'Connor en 1909. Conoció a Harry A. Rheinstrom, de 25 años, en un lobster palace en la ciudad de Nueva York mientras actuaba en Broadway, y Rheinstrom gastó 10.000 dólares en regalos para Edna. Rheinstrom era heredero de una fortuna de 6 millones de dólares en destilerías que le había dejado su padre Abraham Rheinstrom, un cervecero de Cincinnati. La pareja viajó a Cincinnati la última semana de diciembre de 1909 para casarse, pero la madre de Harry desaprobó enormemente el matrimonio e hizo que internaran a su hijo en un manicomio y que detuvieran a Edna por merodear (cargo que fue rápidamente desestimado). Loftus solicitó con éxito la liberación de Rheinstrom mediante un recurso de habeas corpus en enero de 1910. La pareja condujo a través de la profunda nieve para obtener una licencia matrimonial en la vecina Independence, Kentucky, y se casaron ante un magistrado en Covington el 7 de enero de 1910. Rheinstrom fue exiliado al oeste de Estados Unidos por su madre, que tenía el control absoluto sobre la distribución de la fortuna familiar, y recibió una renta vitalicia de 3.000 dólares. La joven pareja se instaló en un pequeño rancho a unos 65 kilómetros de Boyle Heights, Los Ángeles, e intentó criar pollos y fruta para ganarse la vida. La prensa informó ampliamente del cambio de fortuna de la actriz, que pasó de comer langostas en el Great White Way a desplumar pollos y limpiar la casa para su marido; se dijo que la pareja se había hecho una "declaración de felicidad suprema".
Sin embargo, la pareja abandonó la agricultura en agosto de 1910 e inició conversaciones de reconciliación con la madre de Harry. Se trasladaron a Oakland en septiembre de 1910, viviendo de una asignación de 200 dólares al mes que les daba Mrs. Rheinstrom. Al mudarse a la ciudad, los Rheinstrom se gastaron la asignación mensual en tres días y pidieron prestadas grandes sumas de dinero. El 21 de septiembre, Harry Rheinstrom fue ingresado en un sanatorio local tras negarse a comer durante varios días y decir a la policía que alguien intentaba envenenarle. Para cubrir los gastos del tratamiento psiquiátrico de su marido, Loftus contrató a un café de San Francisco para que diera conciertos nocturnos durante un periodo de seis semanas. Rheinstrom fue internado inicialmente en un manicomio local de Fruitvale dirigido por el doctor Frank S. Lowell, pero fue detenido después de que Loftus organizara su fuga. En octubre de 1910, Edna Loftus volvió a poner en aprietos a la familia Rheinstrom al ser detenida por no pagar una tarifa de taxi de 3,60 dólares. Estos excesos llevaron a Mrs. Rheinstrom a recortarles la pensión e iniciar un proceso judicial en noviembre de 1910 que finalmente desembocó en la tutela de Harry Rheinstrom sin la influencia de Edna y en su internamiento en el manicomio estatal de Stockton, donde permanecería durante el resto de su matrimonio. Tras la sentencia, Loftus no pudo encontrar trabajo en el vodevil e intentó suicidarse el 20 de diciembre de 1910 arrojándose al lago Spreckels, donde fue rescatada por un automovilista que pasaba por allí.

#### Batallas legales con los Rheinstroms
A principios de 1911, Loftus se planteó solicitar el divorcio de Rheinstrom y contrató a un abogado, el exatleta olímpico Ralph Rose, para que representara sus intereses. Al enterarse de la noticia, su suegra replicó: "Nunca quisimos que Harry se casara con ella, y sólo espero que consiga el divorcio para que pueda salir del sanatorio en el que ella fue la causa de su ingreso." Mientras viajaba con Rose en tren de San José a Oakland el 24 de octubre de 1911 para llegar a un posible acuerdo con los Rheinstrom, Loftus sufrió un colapso mental ("histeria", según indicó la prensa) en la estación de tren de Oakland y fue ingresado en el Receptor Hospital de Oakland para recibir tratamiento. Se supone que la causa de la enfermedad estaba relacionada con las continuas dificultades legales con Mrs. Rheinstrom, y que su repentina "euforia" por un posible acuerdo con los Rheinstrom dio paso a la depresión al salir del hospital.
Todavía casada con Rheinstrom, Loftus fue detenida el 9 de abril de 1913 por el ayudante del alguacil J. A. Robinson, en representación del capitán de la Oficina de Inmigración Frank Ainsworth, por ser una "extranjera indeseable," y algunas fuentes informaron de que tenía intereses en un "centro turístico" de mala reputación en la zona de la Costa berberisca de la ciudad, donde vivía bajo el alias de Ethel O'Connor. Llevada a Angel Island, alegó que no podía ser deportada a Gran Bretaña porque estaba legalmente casada con Rheinstrom y era ciudadana. Se cuestionó la legalidad de su matrimonio con Rheinstrom porque no se había divorciado de O'Connor. Finalmente, su matrimonio fue declarado válido y no fue deportada. Frustrada por la situación, declaró que le gustaría regresar a Inglaterra, pero finalmente viajó a Cincinnati unos meses más tarde, en septiembre de 1913, para iniciar el proceso de divorcio de Rheinstrom.

#### Asuntos legales posteriores
Loftus se vio envuelta en varios escándalos a principios de la década de 1910, aparte de sus tratos con los Rheinstrom. En 1912, Loftus fue nombrada en la demanda de divorcio del Dr. Wade Stone en San Rafael, California. El 8 de marzo de 1912, Loftus fue arrojada del coche del Dr. Stone a un arroyo durante un paseo nocturno por Ross Valley. Al parecer, el Dr. Stone estaba ayudando a Loftus a buscar una cura para sus nervios cuando se produjo el accidente, pero su esposa sospechó que el médico mantenía una relación con Loftus y ganó su demanda de divorcio. Debido a la publicidad negativa del caso judicial y a los rumores de otros devaneos con hombres de la localidad, el 4 de agosto de 1912 el alguacil de la ciudad, Edward J. Daly, dio a Loftus una hora para abandonar San Rafael. Loftus cumplió el plazo y se trasladó a San Francisco. Fue interrogada por la policía de San Francisco en relación con la desaparición de un reloj de oro en febrero de 1913, pero no fue acusada de ningún delito. Enfadada por las sospechas, afirmó que quería abandonar California y trasladarse a Honolulu, declarando: "En esta ciudad no saben cómo tratar a una dama."

## Muerte
Una vez finalizado el divorcio de Rheinstrom en 1914, Loftus se mantuvo a sí misma gestionando un hotel de renta baja, The Art, en la calle Kearney, en la zona de Tenderloin de San Francisco. La policía hizo frecuentes redadas en el hotel y Loftus fue detenida en una ocasión por "vagabundeo" poco después de intentar suicidarse por segunda vez. Loftus fue ingresada en el City Hospital de San Francisco a principios de junio de 1916 debido al empeoramiento de los síntomas de la tuberculosis. Murió en el hospital el 15 de junio de 1916. En aquella época, estaba tan empobrecida que en un principio se planeó enterrarla en una 	
fosa de pobres del cementerio local. Tras la intervención de amigos anónimos, fue enterrada en el Cypress Lawn Memorial Park. Harry Rheinstrom salió del hospital estatal en febrero de 1914, poco después de finalizar el divorcio. Nunca volvió a casarse y murió el 14 de octubre de 1918 tras sufrir una caída en un astillero de Filadelfia mientras trabajaba para el gobierno (falleció antes que su madre). Su primer esposo, Winnie O'Connor, se casó con la actriz Neva Aymar (fallecida en 1932) y murió el 6 de marzo de 1947 tras perder su fortuna en el crack bursátil de 1929.
Para una biografía de Loftus, véase David Grasse, From the Footlights to the Tenderloin – The Tragic Life of Actress Edna Loftus (McFarland, 2024).